# Лечче-неи-Марси
Лечче-неи-Марси (итал. Lecce nei Marsi) — коммуна в Италии, располагается в регионе Абруццо, в провинции Л’Акуила.
Население составляет 1711 человек (2008 г.), плотность населения составляет 26 чел./км². Занимает площадь 66 км². Почтовый индекс — 67050. Телефонный код — 0863.
Покровителем коммуны почитается священномученик Власий, празднование в последнее воскресение сентября.

## Демография
Динамика населения:

## Администрация коммуны
- Официальный сайт: http://www.comunelecceneimarsi.it/